# Urban Explorer
Urban Explorer는 피아의 첫 미니앨범(EP)이다. 전작 Waterfalls 이후 1년 만에 발매되었으며 신곡 4곡과 재녹음 트랙 1곡, 리믹스 트랙 2곡으로 이루어져 있다. 본작은 전자음을 중심으로 한 일렉트로닉 사운드가 전면에 나서며 굉장히 댄서블한 사운드를 들려주고 있는데, 멤버들의 말에 의하면 "정규 앨범 수준에 가까운 작업을 소화한 느낌"이라고 밝혔다. 요한의 말에 의하면 "EP를 만들기 시작할때엔 간단히 리프레시 하는 느낌으로 작업하려고 했는데, 너무 힘을 뺐다"라고 한다. 피아의 멤버들이 프로듀싱 외에도 레코딩, 믹싱 등 전반적인 과정에 참여하였으며 서태지가 사운드 수퍼바이저 (음향감독)로써 참여한 앨범으로 서태지가 자신의 음반 외에 다른 뮤지션의 음반에 스탭으로 참여한건 이 앨범이 처음이다. 이 앨범을 마지막으로 서태지컴퍼니를 떠나 윈원엔터테인먼트와 계약한다.

## 곡 목록
1. "Urban Explorer"
작곡 : 요한, 심지／작사 : 요한
타이틀곡. 전자음이 전체 사운드를 주도하는 댄서블한 트랙으로 파격적인 변화를 시도하였다. 곡의 테마는 "모순투성이 도시의 탐험가". 라이브에서 빠짐없이 연주되는 인기곡이기도 하다.
2. "Misconstrued"
작곡 : 요한, 기범／작사 : 요한
대화의 부재, 서로 간의 오해로 인해 멀어진 사람들에 대한 이야기를 다루고 있다.
3. "Silver"
작곡 : 요한, 기범／작사 : 요한
원곡은 Become Clear에 수록된 Still Going Down으로 가사의 일부가 변경되고, 전체적인 멜로디의 변경과 재편곡이 이루어져 있다. 이별에 대한 이야기를 다룬 곡으로 "법정 순은의 경우 92.5%의 은과 나머지 불순물의 혼합체이고 100% 순은은 불가능하다는 점에서 사랑 역시 마찬가지"라고 생각해 제목을 "Silver"로 변경하게 되었다고 한다.
4. "Save Us"
작곡 : 요한, 심지／작사 : 요한
변하지 않는 세상과 사람들에 대해 냉소적으로 표현한 곡. 댄서블한 사운드와는 상반되는 가사가 인상적이다.
5. "Go! Just Go!"
작곡 : 요한, 기범／작사 : 요한
"상상과는 달리 현실에서의 나는 기계일뿐"이라며 안타까워 하는 주인공의 이야기를 담은 곡.
6. "B.F.S (Butterfly Remix)"
작곡 : 요한, 심지／작사 : 요한
Waterfalls에 수록된 Black Fish Swim의 리믹스 트랙.
7. "The Oracle (Swan Remix)"
작곡 : 요한, 혜승／작사 : 요한
Waterfalls에 수록된 The Oracle의 리믹스 트랙.